# 金子芳樹
金子 芳樹（かねこ よしき、1957年（昭和32年 - ）は、日本の政治学者。獨協大学外国語学部教授。専門は国際政治学、国際関係論、東南アジア政治。

## 略歴
1981年慶應義塾大学法学部政治学科卒業。1987年同大学院法学研究科政治学専攻博士課程単位取得退学。1992年慶應義塾大学法学博士（政治学）。
松阪大学政治経済学部専任講師、同助教、同教授を経て、2001年より獨協大学外国語学部教授。
2001年『マレーシアの政治とエスニシティ――華人政治と国民統合』で第13回アジア・太平洋賞特別賞を受賞。2011年10月から2013年6月までの間、アジア政経学会理事長を務めた。

## 著書

### 単著
- 『マレーシアの政治とエスニシティ――華人政治と国民統合』（晃洋書房, 2001年）

### 共編著
- （長谷川雄一）『現代の国際政治』（ミネルヴァ書房, 2014年）
- （黒柳米司, 吉野文雄）『ASEANを知るための50章』（明石書店, 2015年）